# Vyklízení Vysočiny

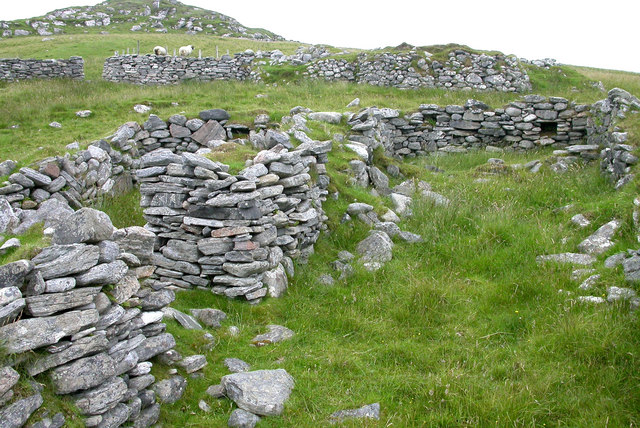
Ruiny domu na Hebridách

Vyklízení Vysočiny (ve skotské gaelštině Fuadaich nan Gàidheal, anglicky Highland Clearances) je označení pro vyhnání velké části obyvatelstva Skotské vysočiny v 18. století, jež doprovázelo takzvané ohrazování, přechod od tradičního zemědělství k chovu ovcí během průmyslové revoluce, a mělo za následek masovou emigraci ze Skotska.
Skotský spisovatel Peter May se tímto tématem zabývá ve své detektivce Ostrov Entry (2014).